# Елена Топия
Елена Топия (на албански: Helena Topia; † след 1403 г.) е средновековна албанска болярка, владетелка на крепостта Круя (1388 – 1392, 1402 – 1403).

## Живот
Елена Топия произхожда от знатния род Топия и е дъщеря на Карло Топия. След смъртта на баща си през 1388 г. тя наследява замъка Круя. Неин съуправител става съпругът ѝ, венецианският благородник Марко Барбариго ди Круя († 1428). Двамата се признават за васали на Венецианската република.
През 1392 г. брат ѝ Никита Топия атакува Круя и я превзема. Елена и съпругът ѝ бягат в Княжество Зета, където тя е осиновена от нейни роднини от династията Балшичи.
Елена разтрогва брака си с Марко и през 1394 г. се омъжва за Константин Балшич, назначен от султана за владетел на Круя. През 1402 г. обаче той е убит в Драч от венециански агенти, тъй като претендира за княжеския трон на Зета.
През 1403 г. Никита Топия отново превзема Круя. Елена заедно със сина си Стефан бяга във Венеция, където живеят при нейната сестра Мария. Синът ѝ Стефан по-късно става един от важните съюзници на Балша III във войната от 1419 – 1423 г. и наемник на Венецианската република.

## Деца
От брака ѝ с е с Константин Балшич има един син Стефан Балшич.